# آرثر بليك (منافس ألعاب قوى)
آرثر بليك (بالإنجليزية: Arthur Blake) هو منافس ألعاب قوى أمريكي، ولد في 19 أغسطس 1966 في بارتو في الولايات المتحدة.

## وصلات خارجية
- آرثر بليك على موقع الاتحاد الدولي لألعاب القوى (الإنجليزية)
- آرثر بليك على موقع أوليمبيديا (الإنجليزية)